# RHESSI
A RHESSI (Reuven Ramaty nagy energiájú Nap-spektroszkópiai képfelvevő, angolul: Reuven Ramaty High Energy Solar Spectroscopic Imager, ritkábban használt nevén Explorer–81) napmegfigyelő műhold, melyet 2002. február 5-én indítottak a NASA Small Explorer Programjának hatodik holdjaként. Fő feladata a Nap flerjeinek megfigyelése a röntgen- és a gamma-tartományban. Az eredetileg HESSI-nek nevezett műholdat 2002. március 29-én nevezték el az előző évben elhunyt Reuven Ramatyról, aki a program egyik vezetője volt.
A műhold feladata a Nap flerjeiben történő energiaátadási folyamatok felderítése. Az erős mágneses mezőben a töltött részecskék (ionok és elektronok) nagy sebességre gyorsulnak, az RHESSI nagy felbontású képalkotó és spektrográfiai műszerei segítenek annak tisztázásában, hogy ezek a folyamatok hol történnek.
A műhold emellett szerepet játszott a zivatarok feletti földi eredetű gamma-villanások energiájának mérésében, valamint régebben a gamma-kitörések irányának hozzávetőleges meghatározásában, bár erre a feladatra ma már külön erre a célra épített műholdak (Swift, Fermi) is léteznek.